# Francisco Varela
Francisco Javier Varela García (født 7. september 1946 i Santiago de Chile, død 28. maj 2001 i Paris) var en chilensk biolog, filosof og neurovidenskabsmand.
 Der er for få eller ingen kildehenvisninger i denne artikel, hvilket er et problem. Du kan hjælpe ved at angive troværdige kilder til de påstande, som fremføres i artiklen.